# Amyna
Amyna é um gênero de traça pertencente à família Arctiidae.